# Bayerische S 2/6
Die Dampflokomotive S 2/6 der Königlich Bayerischen Staats-Eisenbahnen wurde 1906 als Einzelstück speziell für Schnellfahrversuche konstruiert und mit der Betriebsnummer 3201 am 3. Mai 1906 in Dienst gestellt. Die Bayerischen Eisenbahnen hatten sich zur Beschaffung durch die zwei Jahre zuvor vorgenommenen Schnellfahrversuche der Preußischen Staatsbahn anregen lassen. Herstellerwerk war die Lokomotiven- und Maschinenfabrik J.A. Maffei in München, Chefkonstrukteur Anton Hammel.

## Konstruktion

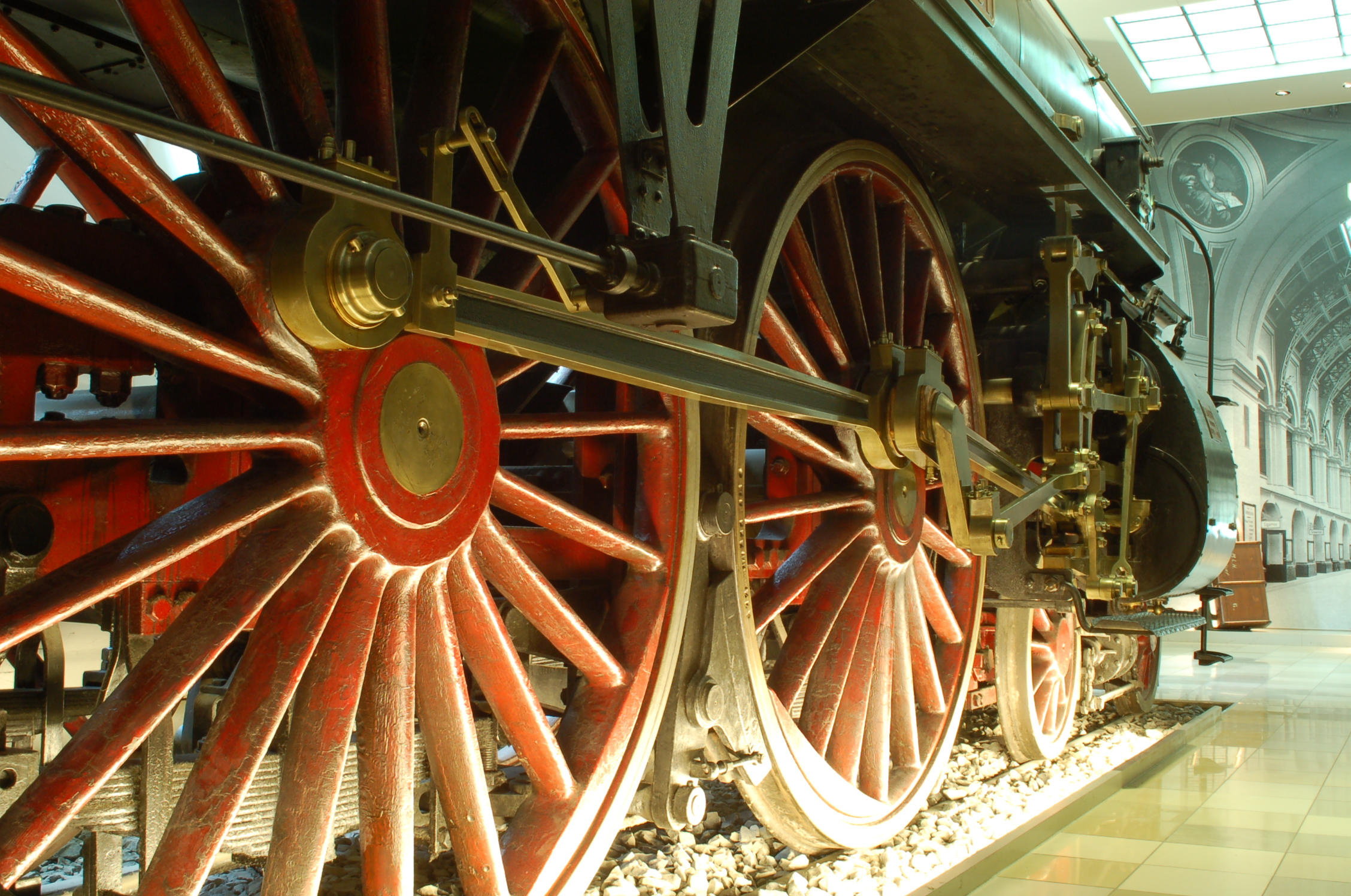
Triebwerk der S 2/6

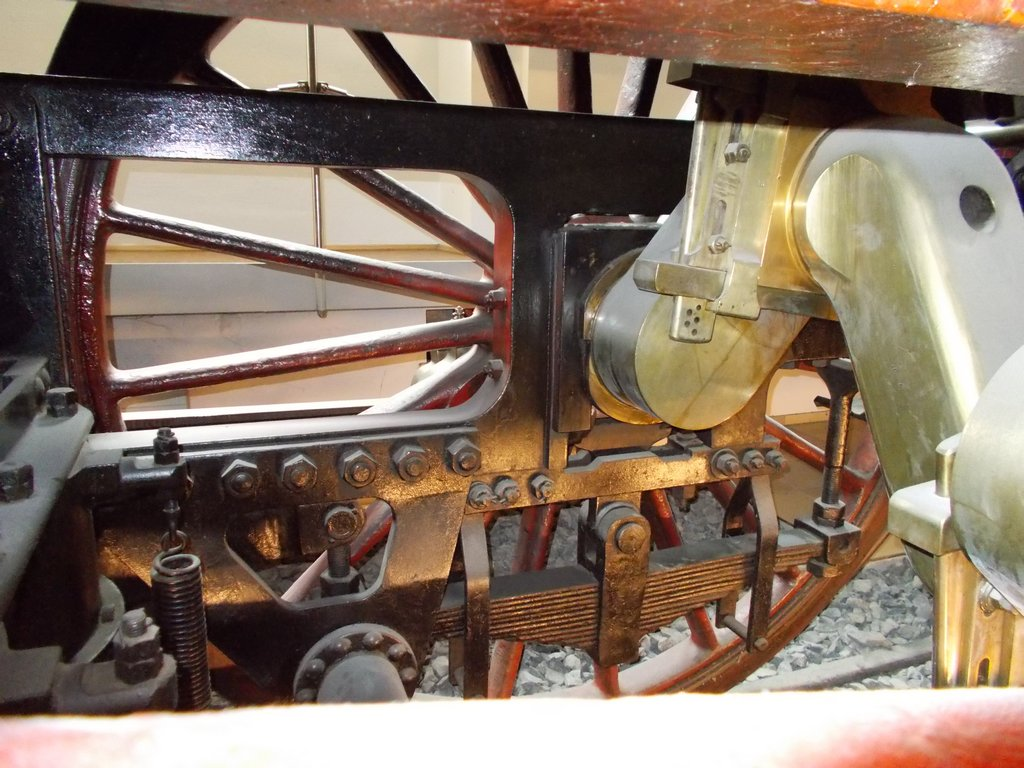
Barrenrahmen und Kropfachse der S 2/6

Bei der Konstruktion der S 2/6 sah man anders als bei den zwei Jahre zuvor gebauten Preußischen S 9 Altona 561 und Altona 562 trotz gleicher Achsfolge 2'B2' und Treibraddurchmesser (2.200 mm) und des in Bayern bis dahin erst einmal angewandten Heißdampftriebwerkes von unerprobten Neuerungen bzw. Experimenten ab. Mit der Verwendung des bewährten Vierzylinder-Verbundtriebwerks der Bauart von Borries, des Rauchröhrenüberhitzers nach Schmidt und des Barrenrahmens repräsentierte die Maschine gleichwohl den Stand der Technik zum Zeitpunkt des Baues. Vorbilder bei der Konstruktion des Fahrzeugs waren die einige Jahre zuvor ebenfalls von Hammel entworfene Badische II d sowie hinsichtlich des Triebwerkes die Pfälzische P 4, das man von dieser abgesehen von den Zylinderdurchmessern unverändert übernahm. Die Lokomotive wurde in der recht kurzen Zeit von rund vier Monaten entworfen und gebaut; die Bestellung ging bei der Firma Maffei im Dezember 1905 ein, die Ablieferung erfolgte bereits am 3. Mai 1906.
Die S 2/6 gilt unter Eisenbahnfreunden als eine der schönsten Lokomotiven überhaupt. Gründe für diese Einschätzung sind unter anderem die ausgewogenen Proportionen und das aufgrund des Barrenrahmens durchsichtig wirkende Laufwerk. Diese Rahmenbauart stammte aus den USA, sie wurde in Deutschland erstmals 1903 in Bayern angewandt.
Trotz der fehlenden Stromlinienverkleidung der Lok gibt es Bauteile, von welchen man sich eine Reduzierung des Luftwiderstands erhoffte. Vor den Zylindern befindet sich eine gewölbte Verkleidung, die Rauchkammertür ist kegelförmig ausgebildet. Schornstein und Dampfdom sind mit Windschneiden versehen. Das Führerhaus ist ebenfalls strömungsgünstig geformt und geht stufenlos in die Verkleidung des Kessels über. Die Formgebung des Führerhauses der S 2/6 unterscheidet sich von den im Anfang des 20. Jahrhunderts modernen keilförmigen „Windschneidenführerhäusern“; sie wurde in Deutschland nur noch ein zweites Mal angewandt, nämlich bei der Württembergischen C.
Die Rostfläche der S 2/6 ist mit 4,71 m² nicht nur deutlich größer als die der erwähnten preußischen S 9-Versuchslokomotiven, sondern sogar größer als die der meisten späteren Einheitslokomotiven. Lediglich die Badische IV h und die DR-Baureihe 45 hatte in Deutschland noch größere Roste, der Rost der DR-Baureihe 05 war etwa gleich groß. Die große Rostfläche war auch durch die im Vergleich zu Preußen schlechtere Qualität der in Bayern zur Verfügung stehenden Lokomotivkohle bedingt.
Der Überhitzer des mit einer Kesselmitte von 2950 mm über Schienenoberkante frei über dem Rahmen liegenden Kessels ist vergleichsweise klein ausgebildet. Da es sich bei der S 2/6 um eine der ersten bayerischen Heißdampflokomotiven handelte, wollte man keine Risiken eingehen.
Beim Tender wurde der Wasserkasten erstmals weitgehend selbsttragend konstruiert, so dass auf einen schweren Rahmen verzichtet werden konnte.

## Geschwindigkeitsrekord und Leistungsvermögen

Lokführer Johann Zuschanko und Heizer

Die Versuchsfahrten fanden teilweise zwischen München und Nürnberg, teilweise zwischen München und Augsburg statt. Am 2. Juli 1907 erreichte die S 2/6 auf letzterer Strecke mit einem Zug aus vier Schnellzugwagen (150 t) eine Geschwindigkeit von 154,5 km/h, was nicht nur den deutschen Rekord für Dampflokomotiven bedeutete, sondern in der Fachwelt weltweit für Aufsehen sorgte. Lokführer der Rekordfahrt war der Oberlokomotivführer Johann Zuschanko aus Augsburg. Erst 29 Jahre später, im Jahr 1936, wurde dieser Rekord in Deutschland von der 05 002 überboten.
Aus den Umständen der Rekordfahrt schließt man auf eine indizierte Leistung von circa 2.200 PSi.
Die Lokomotive konnte einen Zug von 360 t Anhängemasse in der Ebene mit 120 km/h und auf einer Steigung von fünf Promille noch mit 85 km/h befördern. Allerdings bereitete das Anfahren mit einem derart schweren Zug aufgrund des niedrigen Reibungsgewichtes von 32 t Schwierigkeiten.

## Betriebseinsatz

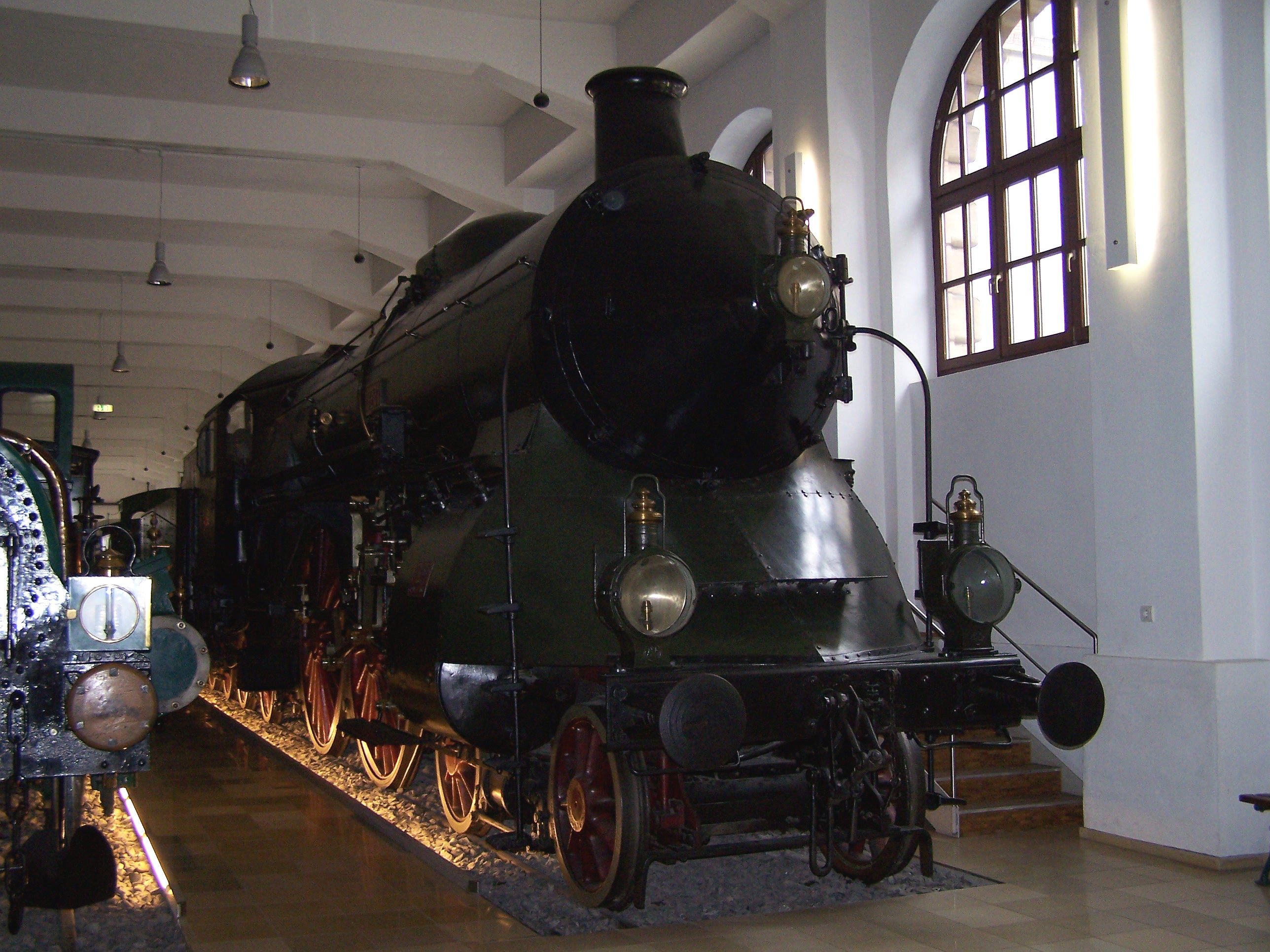
S 2/6 im Verkehrsmuseum in Nürnberg

Die S 2/6 war zunächst dem Bahnbetriebswerk München I zugeteilt, wo man aber mit ihr nicht sehr glücklich war. Problematisch war, dass diese Lokomotive als Einzelstück in Laufplänen zusammen mit anderen Lokomotiven eingesetzt werden musste, es aber keine vergleichbare Lokomotive gab. So war die S 2/6 zwar leistungsfähiger als die Pacifics der Gattung S 3/6, hatte aber eine deutlich geringere Zugkraft.
Die Maschine verfügte, bedingt durch das ausgeglichene, auf eine Achse wirkende Vierzylinderverbundtriebwerk und die symmetrische Achsfolge mit nachlaufendem Drehgestell über einen außergewöhnlich ruhigen Lauf auch bei hohen Fahrgeschwindigkeiten.
Da man anstelle der in Deutschland üblichen Vierpunktabstützung des Fahrwerkes die Sechspunktabstützung gewählt hatte, reagierte die Lokomotive allerdings recht empfindlich auf unsauber verlegte Gleise. Anders als bei einer Vierpunktabstützung hatte man also keines der beiden Drehgestelle über Ausgleichshebel mit der Federung der Treibachsen verbunden.
Im Jahr 1910 wurde die S 2/6 in das pfälzische Netz überführt, wo sie zum Bw Ludwigshafen kam. Dort kam man mit der Lokomotive, die liebevoll „Zeppelin“ genannt wurde, besser zurecht. Sie wurde zusammen mit Bayerischen S 2/5 und Pfälzischen P 4 vor allem im Schnellzugdienst zwischen Ludwigshafen und Straßburg eingesetzt. Die Lokomotive erhielt auch den in der Pfalz üblichen braun-violetten Anstrich.
Im Jahr 1922 gelangte die S 2/6 nach Bayern zurück. Dort erhielt sie einen feldgrauen Anstrich und war zunächst in München, dann ab 1923 in Augsburg stationiert.

## Außerdienststellung
Die Deutsche Reichsbahn hatte die S 2/6 im endgültigen Umzeichnungsplan von 1925 in die Baureihe 15 (vorgesehen war 15 001) eingeordnet. Zu einem Austausch der Nummernschilder ist es jedoch nicht mehr gekommen; die Lokomotive wurde noch im gleichen Jahr bei Maffei aufgearbeitet. Anschließend überführte man sie an ihren heutigen Standort, das Verkehrsmuseum Nürnberg.